# 刘筱娴
刘筱娴（1933年5月22日—2020年2月13日），祖籍广东台山，生於廣州，中華人民共和國预防医学教育家、婦幼保健專家和妇幼卫生专业创始人，华中科技大学同济医学院公共卫生学院教授、研究生导师、中国共产党党员、中共湖北省第六屆黨代會代表，全国五一劳动奖章获得者。

## 生平
1953年畢業於廣州市第六中學，同年入中南同济医学院卫生系(现华中科技大学同济医学院公共卫生学院)学习，1957年毕业并留在武汉医学院（现同济医学院）卫生系任教，历任助教，讲师、副教授、教授并先后担任同济医科大学卫生统计学教研室主任、社会医学研究所副所长、妇幼卫生系主任职务。1984年6月加入中国共产党，1985年创办中華人民共和國第一个本科妇幼卫生专业，同年開始招收碩士研究生，1991年享受國務院政府特殊津貼，2000年2月退休。
2020年2月13日0时10分在武汉华中科技大学同济医学院逝世，享年87岁。